# Banksia ser. Prostratae
Série
Banksia ser. Prostratae est la dénomination botanique d'une série de plantes du genre Banksia. Elle est composée de six espèces endémiques de l'Ouest de l'Australie.
Les espèces en question sont :
- B. goodii
- B. gardneri
- B. chaephyton
- B. blechnifolia
- B. repens
- B. petiolaris